# El sabor del silencio
El sabor del silencio es una serie de televisión por internet de suspenso policial y drama político argentina original de Flow. La premisa sigue a un chef que comete en su propio restaurante un asesinato hacia un candidato a presidente luego de que este acosara sexualmente a su esposa. Está protagonizada por Gonzalo Heredia, Violeta Urtizberea, Luciano Castro, Candelaria Molfese y Agustín Sullivan, y cuenta con César Bordón, Juan Leyrado, Valentina Bassi y Sebastián Presta en los roles secundarios. La serie se estrenó el 18 de abril del 2024.

## Sinopsis
Cuenta la historia de Vicente Olivar (Gonzalo Heredia), un chef de renombre que es dueño de un exclusivo restaurante, que tiene una reputación impecable, sin embargo, esa imagen corre riesgo de caerse cuando Vicente se ve involucrado en la desaparición de un candidato presidencial que es el favorito para ganar las elecciones. En este contexto, Vicente hará lo posible para demostrar su presunta inocencia en una carrera a contrarreloj en el medio de una campaña política ardiente por la victoria.

## Elenco

### Principal
- Gonzalo Heredia como Vicente Olivar
- Violeta Urtizberea como Juana
- Luciano Castro como Marcos Vallejos
- Candelaria Molfese como Andrea
- Agustín Sullivan como Felipe Marconi

### Secundario
- César Bordón como Hernán Pívori
- Juan Leyrado como Facundo Tissot
- Valentina Bassi como Fiscal Cesteros
- Emiliano Kaczka como Héctor Ordoñez
- Sebastián Presta como Amarro

### Participaciones
- Adriana Aizemberg como Berni
- Emanero como «Borde»
- Mario Alarcón como Armando Puente
- Santiago Alonso como Darío
- Rodolfo Castañares como Dumont

## Episodios
| N.º | Título               | Dirigido por | Escrito por                   | Fecha de emisión original |
| --- | -------------------- | ------------ | ----------------------------- | ------------------------- |
| 1   | «Un secreto a voces» | Pedro Levati | Mariano Hueter y Rodo Servino | 18 de abril de 2024       |
| 2   | «Candidato ausente»  | Pedro Levati | Mariano Hueter y Rodo Servino | 18 de abril de 2024       |
| 3   | «Adicción»           | Pedro Levati | Mariano Hueter y Rodo Servino | 18 de abril de 2024       |
| 4   | «Clausurado»         | Pedro Levati | Mariano Hueter y Rodo Servino | 18 de abril de 2024       |
| 5   | «Confesión»          | Pedro Levati | Mariano Hueter y Rodo Servino | 18 de abril de 2024       |
| 6   | «Inmigrantes»        | Pedro Levati | Mariano Hueter y Rodo Servino | 18 de abril de 2024       |
| 7   | «Cabos sueltos»      | Pedro Levati | Mariano Hueter y Rodo Servino | 18 de abril de 2024       |
| 8   | «Daños colaterales»  | Pedro Levati | Mariano Hueter y Rodo Servino | 18 de abril de 2024       |

## Producción
En junio de 2023, Mariano Hueter, uno de los creadores de la serie, declaró en una entrevista que el proyecto ya se encontraba en desarrollo junto a la productora Kuarzo Entertainment Argentina de Martín Kweller. Por otra parte, se develó que la trama estaría focalizada en un chef acusado de un crimen que supuestamente no cometió. En julio de 2023, se conoció que Gonzalo Heredia, Violeta Urtizberea y Luciano Castro fueron elegidos para protagonizar la serie. Al mes siguiente, se reveló que Juan Leyrado, Agustín Sullivan, Candelaria Molfese y Valentina Bassi también formaban parte de la serie, mientras que Pedro Levati fue anunciado como el responsable de dirigir los episodios.
Las grabaciones de la serie iniciaron a mediados de agosto del 2023 en Buenos Aires y finalizaron en octubre de ese mismo año. Poco después, se anunció que la serie sería lanzada en Flow y que contaría con 8 episodios. El sabor del silencio fue seleccionada para ser proyectada en la competencia oficial del Festival DieSeriale en Alemania que fue llevada a cabo el 29 de mayo de 2024.

## Premios y nominaciones
| Lista de premios y nominaciones | Lista de premios y nominaciones | Lista de premios y nominaciones                                                   | Lista de premios y nominaciones | Lista de premios y nominaciones | Lista de premios y nominaciones |
| Año                             | Organización                    | Categoría                                                                         | Nominado/a(s)                   | Resultado                       | Ref(s)                          |
| ------------------------------- | ------------------------------- | --------------------------------------------------------------------------------- | ------------------------------- | ------------------------------- | ------------------------------- |
| 2024                            | Cinema Jove                     | Premio del público a la mejor serie                                               | El sabor del silencio           | Ganador                         | [ 16 ]                          |
| 2024                            | Premios Produ                   | Mejor serie policial                                                              | El sabor del silencio           | Nominado                        | [ 17 ]                          |
| 2024                            | Premios Produ                   | Mejor apertura / cabezote de programa                                             | El sabor del silencio           | Nominado                        | [ 17 ]                          |
| 2024                            | Premios Produ                   | Mejor actriz principal - Serie y miniserie de acción, policial, terror y thriller | Violeta Urtizberea              | Nominada                        | [ 17 ]                          |
| 2024                            | Premios Produ                   | Mejor actor principal - Serie y miniserie policial                                | Gonzalo Heredia                 | Nominado                        | [ 17 ]                          |
| 2024                            | Premios Produ                   | Mejor actor de reparto - Serie y miniserie de acción, policial, terror y thriller | Agustín Sullivan                | Nominado                        | [ 17 ]                          |
| 2024                            | Premios Produ                   | Mejor actor de reparto - Serie y miniserie de acción, policial, terror y thriller | César Bordón                    | Nominado                        | [ 17 ]                          |
| 2024                            | Premios Produ                   | Mejor dirección - Serie y miniserie de acción, policial, terror y thriller        | Pedro Levati                    | Nominado                        | [ 17 ]                          |
| 2024                            | Premios Produ                   | Mejor showrunner - Drama                                                          | Mariano Hueter                  | Nominado                        | [ 17 ]                          |
| 2024                            | Premios Produ                   | Mejor guion - Serie y miniserie de acción, policial, terror y thriller            | Mariano Huter y Rodo Servino    | Nominados                       | [ 17 ]                          |
| 2024                            | Premios Produ                   | Mejor compositor musical                                                          | Alan Senderowitsch              | Nominado                        | [ 17 ]                          |